# Бакаев, Иван Петрович
Ива́н Петро́вич Бака́ев (1887, с. Смородиново, Саратовская губерния, Российская империя — 25 августа 1936, Москва, СССР) — советский партийный деятель, участник Левой оппозиции.

## Биография
Родился в Саратовской губернии в семье крестьянина-бедняка. По национальности русский. В революционном движении с 1905 года. В 1906 году вступил в РСДРП. Активный работник Камышинской объединённой социал-демократической организации, участник и один из организаторов вооружённого восстания 1906 в Камышине. После восстания перешёл на нелегальное положение, работал в Баку, Астрахани, с 1910 года — в Петербурге. За революционную деятельность неоднократно подвергался аресту, высылке и провёл в общем свыше 6 лет в тюрьме.
Во время Февральской революции Бакаев работал токарем на Механическом Русско-Балтийском воздухоплавательном заводе в Петрограде.
После Октябрьской революции был заместителем секретаря, секретарём Петроградского совета (1917). Являлся заместителем председателя Петросовета, членом Петрогубисполкома.
В 1918—1919 годах — комиссар 3-й дивизии (Уральский фронт), а затем 2-й дивизии (Петроградский фронт). Руководил, совместно со Стороженко, подавлением антибольшевистского восстания на форте «Красная Горка» под Петроградом..
В 1919—1920 годах — председатель Петроградской ГубЧК. С сентября 1920 г. — уполномоченный представитель ВЧК в Юго-Восточном крае.
В 1922 году — ответственный руководитель Петроградской окружной комиссии помощи голодающим. В последующие годы — начальник политуправления и член Реввоенсовета Ленинградского военного округа, председатель Ленинградской губернской контрольной комиссии РКП(б) — ВКП(б) (1925—1926), уполномоченный НКРКИ по Северо-Западной области.
Делегат V и VI Всероссийских Съездов Советов (1918). Член ЦИК (1922—1924). Делегат XIII партконференции (1924), XII, XIII, XIV и XV съездов РКП(б) / ВКП(б) (1923—1927).
С 1925 года принадлежал к «новой» («ленинградской») оппозиции, на XIV съезде ВКП(б) был избран членом ЦКК ВКП(б). C 1926 года принадлежал к «Объединённой оппозиции», возглавляемой Л. Д. Троцким, Г. Е. Зиновьевым и Л. Б. Каменевым. За принадлежность к левой оппозиции 14 ноября 1927 года был выведен из ЦКК, а 18 декабря 1927 г., на XV съезде ВКП(б), в числе 75 «активных деятелей троцкистской оппозиции» был исключён из партии. После подачи заявления об отходе от оппозиции в 1928 году восстановлен в партии.
Работал председателем Ленинградского СНХ и помощником председателя Леноблисполкома. В 1934 году — управляющий Главэнергосетью (Москва).
После убийства 1 декабря 1934 года С. М. Кирова был вновь исключён из ВКП(б). Арестован 9 декабря 1934 года и в январе 1935 предстал в качестве подсудимого на закрытом процессе по делу так называемого «московского центра». По обвинению в руководстве контрреволюционной террористической организацией Военной коллегией Верховного суда СССР 16 января 1935 года приговорён к 8 годам тюремного заключения. Срок отбывал в Челябинской тюрьме особого назначения.
В августе 1936 года был выведен в качестве обвиняемого на Первый Московский процесс — по делу так называемого «объединённого троцкистско-зиновьевского центра». Как и все подсудимые, 24 августа Военной коллегией Верховного суда СССР приговорён к высшей мере наказания. Расстрелян на следующий день. Похоронен в Москве на Донском кладбище (могила 1).
Реабилитирован Пленумом Верховного Суда СССР 13 июля 1988 года.

## Семья
- Первая жена — Мария Ивановна, урождённая Шувалова (?— начало декабря 1918), первоначально слесарь на заводе «Айваз»
  - Дочь — Анастасия (12 апреля 1912—4 ноября 1937), арестована 10 августа 1936 г., осуждена 24 декабря 1936 г. по ст. 17-58-8, 58-11 УК РСФСР на 10 лет тюрьмы и 5 лет поражения в правах, срок отбывала на лагпункте Муксалма и в Соловецкой тюрьме. 10 октября 1937 года приговорена Особой тройкой УНКВД ЛО, расстреляна в Сандромохе[17]. Её мужа Владимира В. Соломина расстреляли в Ленинграде 16 декабря 1936 года[18].
  - Сын — Пётр (1916—4 февраля 1938), жил в Москве, электромонтёр, осуждён в 1936 году, срок отбывал в Севвостлаге Дальстроя. 15 января 1938 года приговорён тройкой при УНКВД по Дальстрою к расстрелу[19].
- Вторая жена (с 1919) — Анна Порфирьевна Костина-Бакаева (25 января 1895—4 ноября 1936), член ВКП(б) с 1917 года, на её сестре Екатерине был женат близкий соратник Бакаева, П. А. Залуцкий. Анна расстреляна в 1936 году[18].
  - Дочь — Татьяна (конец 1919—2006), арстована 5 августа 1949 года. 26 октября 1949 года приговорена Особым совещанием при МГБ СССР к ссылке на 5 лет в селе Нижне-Ангарское Удерейского района Красноярского края. Освобождена 10 июня 1953 года. Преподаватель русского языка и литературы[18].
  - Сын — Александр (июль 1921—?) был также репрессирован после войны, детали неизвестны[18][20].

## Награды
- Знак «Почётный работник ВЧК-ГПУ (V)».

## Адреса в Москве
Хохловский пер., д. 11, кв. 13.